# Eupithecia extinctata
Eupithecia extinctata là một loài bướm đêm trong họ Geometridae.